# (3443) Leetsungdao
(3443) Leetsungdao (1979 SB1) – planetoida z grupy przecinających orbitę Marsa okrążająca Słońce w ciągu 3,7 lat w średniej odległości 2,39 j.a. Została odkryta 26 września 1979 roku.